# Metula (Colubrariidae)
Metula  là một chi ốc biển, marine động vật chân bụng động vật thân mềm trong họ Colubrariidae.

## Các loài
Các loài thuộc chi Metula  bao gồm:
- Metula aegrota (Reeve, 1845)
- Metula africana Bouchet, 1988
- Metula agaoensis S.-I Huang & M.-H. Lin, 2019
- Metula amosi Vanatta, 1913
- Metula andamanica Smith, 1906
- Metula angioyorum Parth, 1992
- Metula bozzettii Parth, 1990
- Metula crosnieri Bouchet, 1988
- Metula cumingi A. Adams, 1853
- Metula daphnelloides Melville & Standen, 1903
- Metula ellena Olsson & Bayer, 1972
- Metula elongata Dall, 1907
- Metula etelvinae Bozzetti, 2001
- Metula eureka S.-I Huang & M.-H. Lin, 2019
- Metula frausseni Bozzetti, 1995
- Metula gigliottii Coltro, 2005
- Metula inflata (Houbrick, 1984)
- Metula kilburni Parth, 1994
- Metula knudseni Kilburn, 1975
- Metula lintea Guppy, 1882
- Metula metula (Hinds, 1844)
- Metula metulina (Kuroda & Habe in Kuroda, Habe & Oyama, 1971)
- Metula minor Olsson & Bayer, 1972
- Metula mitrella (A. Adams & Reeve, 1850)
- Metula mozambicana S.-I Huang & M.-H. Lin, 2019
- Metula olssoni Woodring, 1928
- Metula optima Olsson & Bayer, 1972
- Metula parthi Bondarev, 1997
- Metula reticularis Traub, 1938
- Metula sulcata S.-Q. Zhang, J.-L. Zhang & S.-P. Zhang, 2016
- Metula thachi Fraussen & S.-I. Huang, 2011
- Metula tumida Xiutong & Suping, 2000

Đồng nghĩa
- Metula agassizi Clench & Aguayo, 1941: synonym of Bartschia agassizi (Clench & Aguayo, 1941) (original combination)
- Metula anfractura Matthews & Rios, 1968: synonym of Bartschia agassizi (Clench & Aguayo, 1941)
- Metula boswellae Kilburn, 1975: synonym of Kanamarua boswellae (Kilburn, 1975) (original combination)
- Metula canetae (Clench & Aguayo, 1944): synonym of Gaillea canetae (Clench & Aguayo, 1944)
- Metula chetyzecchiae Bozzetti, 1992: synonym of Metula metulina (Kuroda & Habe, 1971)
- Metula clathrata (A. Adams & Reeve, 1850): synonym of Metula knudseni Kilburn, 1975 (based on junior primary homonym)
- Metula clathrata Knudsen, 1956: synonym of Metula africana Bouchet, 1988 (secondary homonym of M. clathrata (Adams & Reeve, 1850))
- Metula fusiformis Clench & Aguayo, 1941: synonym of Manaria fusiformis (Clench & Aguayo, 1941) (original combination)
- Metula guppyi Olsson & Bayer, 1972: synonym of Bartschia guppyi (Olsson & Bayer, 1972) (original combination)
- Metula hindsii H. Adams & A. Adams, 1858: synonym of Metula metula (Hinds, 1844) (unnecessary substitute name for Buccinum metula, established to avoid tautonymy)
- Metula rehderi (Kilburn, 1977): synonym of Kanamarua hyatinthus Shikama, 1973
- Metula significans (Rehder, 1943) : synonym of Bartschia significans Rehder, 1943
- Metula somalica Bozzetti, 1993: synonym of Kanamarua somalica (Bozzetti, 1993) (original combination)
- Metula vicdani Kosuge, 1989: synonym of Kanamarua hyatinthus Shikama, 1973